# Avignonet
Avignonet település Franciaországban, Isère megyében. Lakosainak száma 197 fő (2022. január 1.). Avignonet Monteynard, Sinard, Saint-Martin-de-la-Cluze, Marcieu és La Motte-Saint-Martin községekkel határos.

## Népesség
A település népességének változása:
| Lakosok száma | 102  | 132  | 146  | 226  | 198  | 189  | 197  | 198  | 204  | 197  |
|               | 1968 | 1982 | 1990 | 2006 | 2013 | 2015 | 2017 | 2019 | 2020 | 2022 |